# Akcja pod Bezdanami
Akcja pod Bezdanami – atak na rosyjski pociąg pocztowy, który przewoził pieniądze z Królestwa Polskiego do Petersburga, przeprowadzony 26 września 1908 w Bezdanach przez grupę bojowców Organizacji Bojowej Polskiej Partii Socjalistycznej dowodzonych przez Józefa Piłsudskiego.

## Historia
W ataku wzięli udział bojowcy: Józef Piłsudski, Walery Sławek, Aleksander Prystor, Tomasz Arciszewski, Aleksander Damasty, Jerzy Sawa-Sawicki, Józef Kobiałko, Kazimierz Młynarski, Bronisław Gorgol, Włodzimierz Momentowicz, Aleksander Lutze-Birk, Edward Gibalski, Bertold Brajtenbach, Czesław Świrski, Jan Balaga, Jan Fijałkowski, Włodzimierz Hellmann. W przygotowaniach uczestniczyła Aleksandra Szczerbińska, przyszła żona Piłsudskiego, oraz Aleksandra Hellman, Cezaryna Kozakiewiczówna i Janina Prystorowa.
Atak miał miejsce na stacji Bezdany niedaleko Wilna. Bojowcy rzucili dwie bomby i opanowali wagon pocztowy, terroryzując pracującą tam obsługę telegrafu. Podczas akcji zabito jednego i raniono pięciu rosyjskich żołnierzy i pracowników pocztowych. Bojowcy nie ponieśli strat, przechwycone pieniądze zapakowali w worki i opuścili pociąg, po czym rozjechali się w różnych kierunkach. Zdobyto 200 812 rubli i 61 kopiejek, które przeznaczono na powstające w Galicji polskie organizacje wojskowe (Związek Walki Czynnej), posłużyło do spłaty długów organizacji oraz wsparcia uwięzionych towarzyszy i ich rodzin. Część trafiła do skarbu wojskowego, który posłużył później do utworzenia organizacji strzeleckich.
Po ataku władze rosyjskie przypadkowo aresztowały Jana Fijałkowskiego, a dzięki jego zeznaniom również udzielającego gościny bojowcom Ignacego Grabowskiego. W wyniku zeznań Fijałkowskiego oraz zdrajcy Edmunda Tarantowicza, rozpoznano jako uczestnika ataku Czesława Świrskiego. Potem aresztowano Czesława Zakrzewskiego i Cezarynę Kozakiewiczównę. Świrski, Fijałkowski i Zakrzewski zostali skazani 9 września 1909 roku na karę śmierci, zaś Grabowski i Kozakiewiczówna na ciężkie roboty. Wskutek interwencji kary śmierci zostały zamienione na dożywotnią katorgę.
Akcja pod Bezdanami była jednym z najbardziej zuchwałych ataków (m.in. z akcją pod Rogowem) przeprowadzonych przez OB PPS. Co więcej, była to jedyna tego typu akcja, w której Józef Piłsudski wziął bezpośredni udział. Z uwagi na kilku uczestników (Józef Piłsudski, Walery Sławek, Aleksander Prystor i Tomasz Arciszewski), którzy w późniejszym czasie stanęli na czele polskiego rządu, niekiedy nazywana akcją czterech premierów.
26 września 2023 na Litwie odsłonięto tablicę upamiętniającą akcję pod Bezdanami.